# Robert Janson (författare)
Robert Janson, född 1948 i Stockholm, är musiker, journalist och författare.

## Biografi
Janson innehade under åren 1964 och 1979 en mängd olika yrken inom LO-området, som metallarbetare, mentalskötare, buss- och taxichaufför, musiker, med mera. 1965 blev han medlem i popbandet The Spoons i Södertälje där han spelade trummor. 1966 värvades han till Stockholmsbandet Glorys Clan från Gröndal och spelade med bandet under ett par år. Bandet hade många spelningar på Galejan på Skansen och musikstället Dans In (Revolution) på Gröna Lund där man flera gånger var huvudband samt på Stora scenen i Kungsträdgården. Bandet upphörde i början av 1970-talet. Därefter körde Janson buss och taxi i Botkyrka och Stockholm. 
I slutet av 1970-talet arbetade han som journalist på bland annat Tidningen Transportarbetaren och Huvudstadspress. Anställd som journalist på tidningen Folket under åren 1980 och 1981, på Eskilstuna-Kuriren mellan 1981 och 1986 och mellan 1986 och med år 2001 siste chefredaktören och ansvarig utgivare av tidningen Lantarbetaren, utgiven av Svenska lantarbetareförbundet. Han grundade Ivar Lo-sällskapet och medverkade bland andra i antologin Mitt möte med Ivar Lo-Johansson, En bok för Alla, 2001. Sedan 1998 ordförande för Ivar Lo-Sällskapet samt redaktör för årsskriften Ivar Lo. Janson representerar sedan 1990 ABF i Ivar Lo-Johanssons författarfond. År 1991 blev han utsedd av ABF som suppleant i Ivar Lo-Johanssons författarfond som årligen delar ut ett pris på 330 000 år. Mellan januari 2002 och oktober 2010 var han anställd som reporter på tidningen Kommunalarbetaren. Därefter är Janson fristående skribent och författare.